# سرهند
سرهند یک شهرستان و شهر در منطقه فاتح‌گره صاحب در هند و ولایت پنجاب است.

## وجه تسمیه
بر اساس تصورات رایج، نام فعلی شهر، سرهند، ترکیبی فارسی از سر+هند تشکیل شده که به معنای مرز و سرحد هند است، زیرا مغل‌ها (که فارسی‌زبان بودند) این شهر را "دروازه هندوستان " می‌دانستند.

## تاریخ
واراهامیهیرا (۵۰۵–۵۸۷) در رساله سانسکریت خود، بهارات سامهیتا، از این شهر به عنوان «ساتودار دِش» نام می‌برد، بعداً در آنجا قبیله ای از آریاییان ساکن شدند که سَریندهاس نام داشتند و نام کنونی شهر ممکن است به آنان مرتبط باشد. با توجه به شوان تسانگ، مسافر چینی که در قرن هفتم به هند سفر کرده، سرهند پایتخت منطقه شیتوتولو یا شاتادرو (در کرانه رودخانه ستلج کنونی) بود.
در قرن دوازدهم میلادی، سرهند تحت حاکمیت هندو راجپوت‌های چائوهان دهلی قرار گرفت. در زمان حکومت پریتوی راج چائوهان (۱۱۶۸–۱۱۹۲)، حاکم راجپوت هندو دهلی، این شهر پایگاه نظامی او بود.

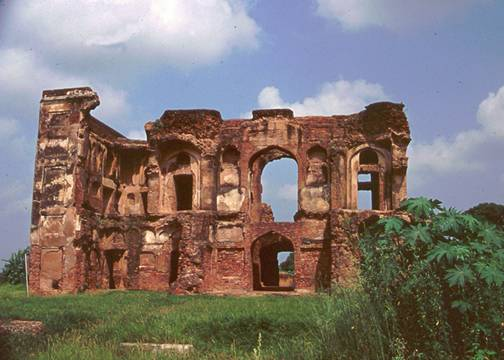
خرابه‌های دولت‌خانه در باغ عام خاص، ساخته شده به احتمال زیاد، توسط سلطان حافظ رخنا و در زمان امپراتور اکبر.

در زمان امپراتوری گورکانیان مُغُل، هنگامی که سرهند مرکز یک استان شد، با کنترل بزرگراه لاهور - دهلی و جاده گرند ترانک، شکوه بیشتری به دست آورد. در دوران مغول، سرهند نام دیگر شهر مالوا بود، زیرا این شهر پایتخت منطقه سرهند بود. سرهند همچنین مقر دولت گورکانی در پنجاب شرقی بود. بسیاری از مسافران اروپایی تجملات و شکیل بودن آن را توصیف می‌کنند، و همچنین می‌گویند که سرهند به یک مرکز فعالیت فرهنگی تبدیل شده بود.
سرهند به ده‌ها فرد مقدس، دانشمند، شاعر، مورخ، خوش‌نویس و کاتبی که در آنجا زندگی می‌کردند، شهرت داشت. این شهر بیشتر به خاطر مقبره مقدس امام ربانی شیخ احمد الفاروق السرهندی (۱۵۶۴–۱۶۲۴) نزد مسلمانان منطقه مشهور است. وی یک دانشمند اسلامی هندوستان از نژاد عرب، فقیه حنفی و از اعضای برجسته طریقت صوفی نقشبندیه بود. تعداد زیادی ساختمان از این دوره باقی مانده، از جمله قلعه ای به نام " عم خاص باغ ". گفته می‌شود که در دوران اوج خود، این شهر ۳۶۰ مسجد، باغ، مقبره، کاروانسرا و چاه داشت.